# 크세니야 페로바
크세니야 비탈리예브나 페로바(러시아어: Ксе́ния Вита́льевна Перо́ва, 러시아어 발음: [ˈksʲenʲɪɪ̯ə vʲɪˈtalʲe(j)ɪvnə pʲɪˈrovə], 1989년 2월 8일~)는 러시아의 양궁 선수로 리커브를 주종목으로 하고 있다. 2012년, 2016년, 2020년 하계 올림픽에 참가했고 2016년 하계 올림픽 여자 단체전 종목에서 은메달을 획득했다.

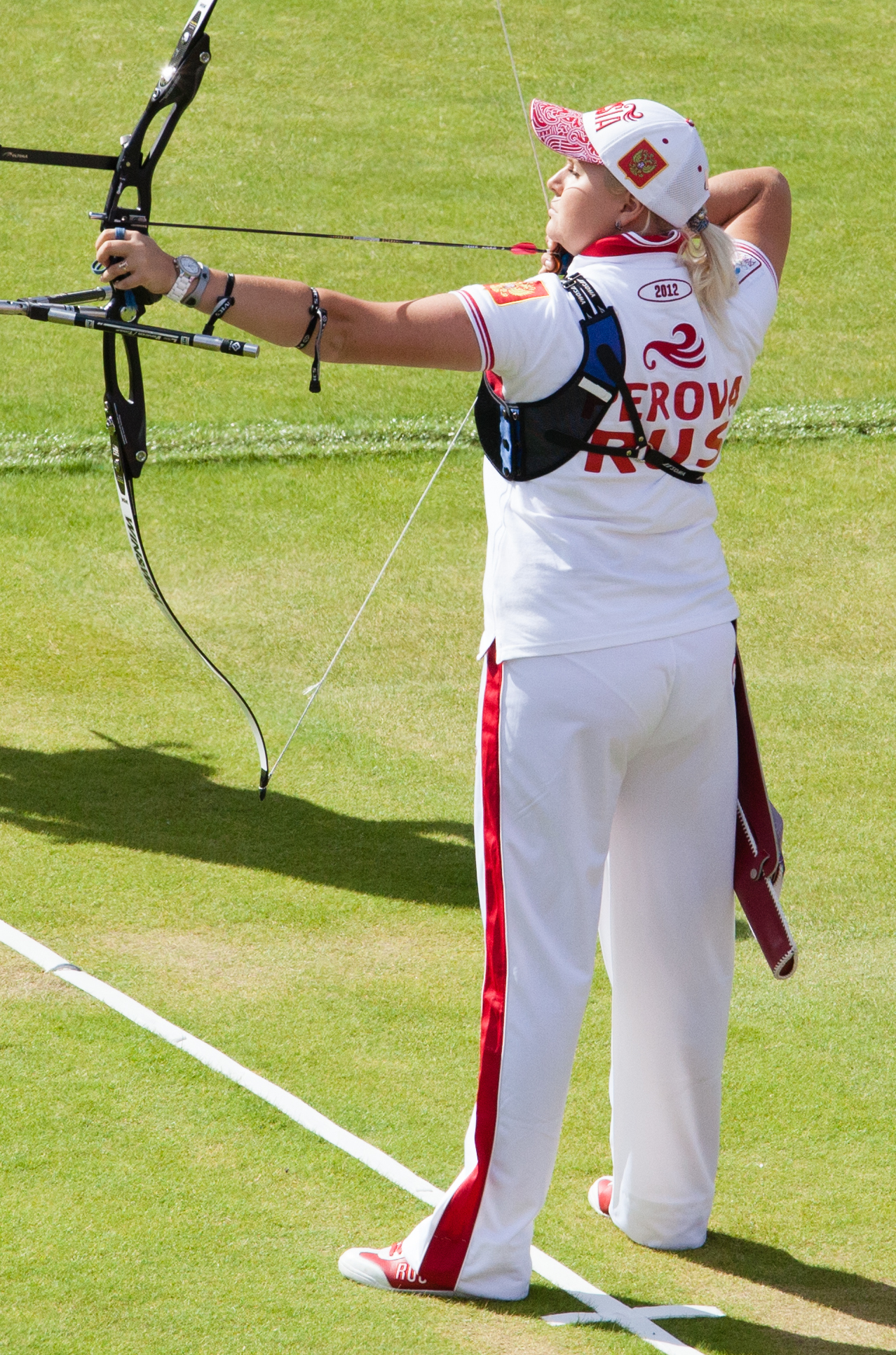
2012년 하계 올림픽 당시의 페로바